# Inés Zorreguieta
Inés Zorreguieta Cerruti (Buenos Aires, 4 dicembre 1984 – Buenos Aires, 6 giugno 2018) è stata una politica argentina sorella della regina consorte dei Paesi Bassi Máxima.

## Biografia
Ultima figlia di Jorge Horacio Zorreguieta Stefanini (1928-2017), politico argentino, e della sua seconda moglie, María del Carmen Cerruti Carricart (1944); Inés aveva due fratelli, una sorella (la regina Máxima) e tre sorellastre nate dal precedente matrimonio del padre. Si laureò in psicologia all'Universidad de Belgrano e in seguito, il 10 febbraio 2016 venne nominata segretaria esecutiva del Consiglio di Coordinazione delle Politiche Sociali dal presidente argentino Mauricio Macri per 180 giorni pur non avendone i requisiti.
Fino al 1º giugno 2018, ha lavorato negli uffici di Las Cañitas del barrio di Palermo del sottosegretario dell'integrazione sociourbana; sofferente da tempo di anoressia e depressione, si è suicidata a 33 anni nella sua casa di Buenos Aires nel quartiere di Almagro il 6 giugno. Il presidente argentino Macri ha pubblicato un annuncio funebre sul quotidiano La Nacion per lei. L'8 giugno è stata sepolta nel cimitero di Pilar a 60 km da Buenos Aires. Al funerale erano presenti la sorella Máxima e la first lady argentina Juliana Awada.